# Arvid Bergman (fotbollsspelare)
Arvid Bergman var en svensk fotbollsspelare som spelade centerforward för Gais. Han tog SM-guld med klubben 1919 efter att ha gjort två mål i finalen mot Djurgårdens IF på Stockholms stadion den 19 oktober 1919.